# Pterostichus chipewyan
Pterostichus chipewyan är en skalbaggsart som beskrevs av Ball. Pterostichus chipewyan ingår i släktet Pterostichus och familjen jordlöpare. Inga underarter finns listade i Catalogue of Life.